# Códice de París
El Códice de París o Peresianus,es un códice maya precolombino datado en el periodo posclásico de la civilización maya procedente de Mayapán en México. Es uno de los cuatro códices mayas precolombinos que se conservan en la actualidad. Recibió ese nombre por encontrarse en la Biblioteca Nacional de París. Su estado de conservación es deplorable y muchas páginas han perdido los textos e imágenes superiores e inferiores.
Se trata de un códice pequeño comparativamente, ya que cuenta solamente con 11 hojas pintadas por ambos lados, midiendo cada una entre 20 a 25 cm de largo por 12,5 centímetros de ancho.
Dos de las páginas del documento han perdido completamente todos los detalles, y en las otras ocho se preservan razonablemente intactos los glifos ubicados en la parte central, pero todos los motivos cercanos a los cuatro márgenes se han borrado. La única discusión completa acerca del códice es el trabajo de Bruce Love en "El Códice de París: Manual para un sacerdote maya" de 1994, que refiere su temática a cuestiones rituales, correspondiente a los dioses y sus ceremonias, profecías, calendario de ceremonias y un zodiaco dividido en 364 días.
Originalmente contaba con 24 páginas pero se perdieron dos y en otras dos el deterioro es casi total, asimismo en todos los bordes. El mal estado podría deberse al ambiente y humedad en el que se conservó, además de la falta de atención en la biblioteca de París, que lo adquirió en 1832, pero cuyos bibliotecarios no lo cuidaron, al punto que estuvo extraviado por algún tiempo. Actualmente se encuentra en un caja de madera con una tapa de vidrio que permite ver dos hojas nada más; no hay indicios que los responsables del códice pretendan abrir la caja, por temor a destruir lo que queda de este.

## Historia
Presuntamente descubierto en una esquina de una polvorienta chimenea de la Biblioteca Imperial de París (ahora Biblioteca Nacional de Francia) tras ser adquirido en 1832, se dio a conocer a partir de 1859 por parte de Léon de Rosny. Este códice, también conocido como "Códice Peresianus", se encuentra en la actualidad en el Fondo Mexicano (Fonds Mexicain) de la Biblioteca Nacional de Francia y guardado celosamente sin exhibirse al público.
No obstante de este códice existen copias que han permitido su estudio. Estas copias, en su mayoría, se derivan de la versión cromolitográfica de Léon de Rosny de 1887 (como la publicación de Graz de 1968 y la de Chiapas de Thomas Lee Jr. de 1995) y la versión fotográfica en blanco y negro de 1888.

## Forma y procedencia
Fue producido en Yucatán, concretamente en la ciudad de Mayapán, los estudios arqueológicos han identificado el mismo estilo epigráfico de la escritura maya y pintura utilizada en la ciudad así como relaciones entre el contenido del documento con los monumentos de Mayapán como la estela 1 la cual comparte similitud con las páginas de los ciclos de los katunes.
Se cree que se fabricó en papel de amate, pero también se cree que sus páginas están hechas de fibra de hojas de coicabra, una higuera silvestre de la región, o bien de hojas de maguey. En cualquiera de los casos, está cubierto por una capa no mineral de un material tipo tiza.
Con toda seguridad el códice fue creado antes de la conquista, debido a que no denota ninguna clase de influencia occidental en los glifos ni en las imágenes.
Está pintado en el anverso y el reverso, doblado en forma de biombo, se calcula que mide 1,40 metros. Los colores predominantes son el negro y el rojo, pero también incluye detalles en marrón, verde, rosado y varios tipos de azul.

## Contenido y usos
Se trata de un códice netamente adivinatorio dividido en nueve secciones, que permitía a los sacerdotes entender las energías y conocer las fuerzas cósmicas que “surgen y forman un sistema armónico y la admirable intercomunicación de los cielos entre sí y dentro de sí, para entonces ser conocidos y predichos”.
Los restos del Códice de París muestran una serie de katunes y tunes con sus dioses tutelares y ceremonias en un lado, mientras por el otro lado se observa un zodiaco aun no descifrado por completo.
“Las profecías de los katunes ocupan las páginas del 2 a la 12. En esas mismas están las cuentas de los winales y los tunes con sus respectivas profecías y agurios. Luego vienen las páginas dedicadas a las deidades “C” o K’UH y lo que se entiende como almanaques con columnas de números y augurios (…). La sección siguiente se refiere a los cargadores del año con sus correspondientes augurios, especialmente sobre la cosecha del maíz. Sigue una pequeña sección sobre cálculos de Tzolkines especiales para pronósticos del clima. La página 22 y el lado derecho de la página 21 se conocen como las páginas del mundo esotérico de las deidades. Finalmente las últimas dos páginas se refieren a las constelaciones conocidas en el idioma quiché como Retal Ak’ab o signos de la noche”.